# Fernando Savater

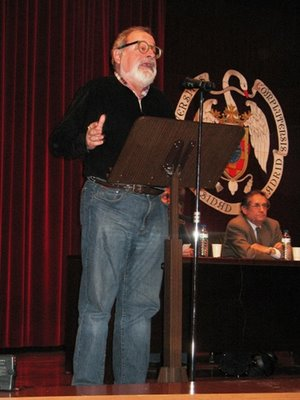
Fernando Savater (2007)

Fernando Savater (* 21. Juni 1947 in San Sebastián, Spanien) ist Schriftsteller, Übersetzer und Professor für Philosophie an der Universität Complutense Madrid. Er ist außerdem bekannt für sein politisches Eintreten gegen den baskischen Nationalismus.

## Biografie
Savater ist Sohn eines Notars aus San Sebastián und war schon in seiner Kindheit ein begeisterter Leser, insbesondere von Populärliteratur und Bildergeschichten. Diese Vorliebe hat er sich erhalten, und sie ist häufig Gegenstand von seinen Aufsätzen. Auch vom Theater fühlte er sich angezogen und war Mitglied in einigen Laienspielgruppen. Er studierte Philosophie an der Universidad Complutense in Madrid, wohin seine Familie aus San Sebastián umzog. In dieser Zeit starben seine ersten nahen Verwandten. Er arbeitete als wissenschaftlicher Mitarbeiter an der Fakultät für Politikwissenschaft und an der Fakultät für Philosophie der Autonomen Universität Madrid; 1971 wurde ihm die Lehrtätigkeit aus politischen Gründen untersagt.
Nach dem Ende der Franco-Diktatur war er Dozent für Ethik und Soziologie an der spanischen Fernuniversität UNED und über ein Jahrzehnt lang Professor für Ethik an der Universität Baskenland. Gegenwärtig ist er Professor für Philosophie an der Universität Complutense Madrid. Bis zu seiner Entlassung als Kolumnist im Januar 2024 schrieb er seit ihrer Gründung regelmäßig für die Tageszeitung El País. Gemeinsam mit Javier Pradera leitete er bis zu dessen Tod im November 2011 die Zeitschrift Claves para la Razón Práctica („Schlüssel zur Praktischen Vernunft“). Zudem tritt er häufig in Rundfunksendungen auf. Er übersetzte Voltaire, Diderot und Bataille ins Spanische, außerdem veröffentlichte er mehr als dreißig eigene Bücher, unter anderem über Nietzsche, den Anarchismus, die Malerei und die Kindheit.

## Philosophie
Savater bekennt sich zu Einflüssen unter anderem von Nietzsche, Emil Cioran und Spinoza und definiert sich als ein filósofo de compañía (etwa: „Philosoph aus der Nachbarschaft“) nach Art der französischen Philosophen der Aufklärung und in Absetzung von der rein akademischen Philosophie. Im Gefolge von Spinoza vertritt er eine Ethik des Willens im Gegensatz zur Ethik der Pflicht: Die Menschen verfolgen von Natur ihre Glückseligkeit, und die Funktion der Ethik ist es nur, diesen Willen klarzulegen und mögliche Verwirklichungsformen aufzuzeigen. Sie soll daher das menschliche Handeln nicht an abstrakten, von der menschlichen Glückseligkeit losgelösten Kriterien beurteilen.
In Spanien besonders bekannt sind Savaters populärwissenschaftliche Bücher, in denen er philosophische Fragen für Jugendliche darlegt, insbesondere Ética para Amador („Ethik für Amador“, deutsche Übersetzung unter dem Titel „Tu, was du willst. Ethik für die Erwachsenen von morgen“), Política para Amador („Politik für Amador“, deutsche Übersetzung unter dem Titel „Sei kein Idiot. Politik für die Erwachsenen von morgen“) und Las preguntas de la vida („Die Fragen des Lebens“).

## Politische Positionen
Seit den achtziger Jahren engagiert sich Fernando Savater zunehmend auch politisch. Dabei vertritt er vor allem liberale und sozialdemokratische Positionen. Inspiriert vom humanistischen Ideal der vereinten Menschheit setzt sich Savater insbesondere gegen die nationalistisch-patriotisch ausgerichteten Regionalparteien im Baskenland – aus dem Savater stammt –, aber auch in Katalonien und anderen spanischen Regionen ein. Aufgrund von Morddrohungen der baskisch-nationalistischen Terrororganisation ETA stand Savater bis 2011 unter Personenschutz. Er war einer der wichtigsten Vertreter des Anti-ETA-Vereins ¡Basta Ya! („Es reicht!“). Außerdem unterstützt er die 2005 gegründete antinationalistische katalanische Vereinigung Ciutadans de Catalunya („Bürger von Katalonien“).
Die Verhandlungen, die die Regierung unter José Luis Rodríguez Zapatero nach der Waffenstillstandsankündigung von ETA ab März 2005 mit dieser Terrororganisation führte, lehnte Savater nach anfänglicher Unterstützung strikt ab. Seitdem eine aus den Ciutadans de Catalunya hervorgegangene Partei bei den katalanischen Regionalwahlen 2006 einen überraschenden Achtungserfolg gewonnen hatte, setzte sich Savater verstärkt für die Gründung einer neuen spanienweiten Partei ein, die im September 2007 mit dem Namen Unión Progreso y Democracia („Union Fortschritt und Demokratie“, UPyD) unter Führung der ehemaligen sozialistischen Europaabgeordneten Rosa Díez als zentristische und gegen die regionalen Nationalismen gerichtete Alternative zu der sozialistischen PSOE und der konservativen PP gegründet wurde. 2013 sprach er sich für das Zusammengehen der UPyD mit der aus Ciutadans de Catalunya hervorgegangenen Partei Ciudadanos aus und trat für sie bei den Wahlen 2019 auf einem hinteren Listenplatz an.
Aufgrund seiner häufig auch in polemischer Form vorgetragenen politischen Meinungsäußerungen wurde Savater vonseiten baskischer Politiker und Intellektueller kritisiert, die ihm vorwerfen, in Wahrheit kein liberaler Humanist, sondern Vertreter des spanischen Nationalismus zu sein. Auf der anderen Seite wurde Savater auch von konservativer Seite angegriffen. So warf ihm das Foro de Ermua („Ermua-Forum“, ein ebenfalls gegen ETA gerichteter, politisch PP-naher Verein, aus dem Savater zuvor ausgetreten war) vor, nicht ausreichend kritisch gegenüber der Zapatero-Regierung eingestellt zu sein. Außerdem wurde Savaters Einsatz für den Laizismus und die individuelle Entscheidungsfreiheit bei Themen wie Abtreibung und Euthanasie von konservativer Seite abgelehnt.

## Auszeichnungen
2008: Premio Planeta (ein mit 601.000 Euro dotierter spanischer Literaturpreis) für den Roman La Hermandad de la Buena Suerte („Die Bruderschaft des Glücks“).

## Werke in deutscher Sprache
- Versuch über Cioran. [Übertragen Claus-Bernhard Schmidt]. München, Raben, 1985.
- Tu was du willst. Ethik für die Erwachsenen von morgen. Campus Verlag 9. Aufl. 2007, ISBN 978-3-593-38419-1(152 Seiten)
- Die Fragen des Lebens. Fernando Savater lädt ein in die Welt der Philosophie. Campus Verlag 2. Aufl. 2007, ISBN 978-3-593-38303-3 (309 Seiten)
- Sei kein Idiot. Politik für die Erwachsenen von morgen. Campus Verlag 1994, ISBN 3-593-35144-7 (176 Seiten) (TB Beltz, 2001, ISBN 3407755082, 188 Seiten)
- Darum Erziehung. Was wir Kindern geben können. Campus Verlag 2002, ISBN 3-593-36064-0 (199 Seiten)
- Die Zehn Gebote im 21. Jahrhundert. Wagenbach, 2006, ISBN 3-8031-3619-9 (155 Seiten)